# Arquidiócesis de Lubango
La arquidiócesis de Lubango (en latín: Archidioecesis Lubangensis y en portugués: Arquidiocese de Lubango) es una circunscripción eclesiástica de la Iglesia católica en Angola. Se trata de una arquidiócesis latina, sede metropolitana de la provincia eclesiástica de Lubango. Desde el 5 de septiembre de 2009 su arzobispo es Gabriel Mbilingi, de la Congregación del Espíritu Santo.

## Territorio y organización
La arquidiócesis tiene 79 023 km² y extiende su jurisdicción sobre los fieles católicos de rito latino residentes en la provincia de Huíla.
La sede de la arquidiócesis se encuentra en la ciudad de Lubango (llamada Sá da Bandeira hasta 1974), en donde se halla la Catedral de San José. 
La arquidiócesis tiene como sufragáneas a las diócesis de: Menongue, Namibe y Ondjiva.
En 2021 en la arquidiócesis existían 49 parroquias.

## Historia
La diócesis de Sá da Bandeira fue erigida el 27 de julio de 1955 con la bula Ad Christi evangelium del papa Pío XII, tomando su territorio de la diócesis de Nova Lisboa (hoy arquidiócesis de Huambo). Originalmente era sufragánea de la arquidiócesis de Luanda.
El 10 de agosto de 1975 cedió porciones de su territorio para la erección por el papa Pablo VI de las diócesis de Serpa Pinto (hoy diócesis de Menongue, mediante la bula Qui pro supremi) y de Pereria de Eça (hoy diócesis de Ondjiva mediante la bula Quoniam apprime).
El 3 de febrero de 1977, como resultado de la bula Qui divino consilio del papa Pablo VI, la diócesis fue elevada al rango de arquidiócesis metropolitana y asumió su nombre actual.
El 21 de marzo de 2009 cedió la provincia de Namibe para la erección de la diócesis de Namibe mediante la bula Apostoli ipsi del papa Benedicto XVI.

## Estadísticas
Según el Anuario Pontificio 2022 la arquidiócesis tenía a fines de 2021 un total de 1 414 530 fieles bautizados.
| Año                                                                             | Población            | Población | Población      | Sacerdotes | Sacerdotes    | Sacerdotes    | Bautizados por sacerdote | Diáconos permanentes | Religiosos | Religiosos | Parroquias |
| Año                                                                             | Bautizados católicos | Total     | % de católicos | Total      | Clero secular | Clero regular | Bautizados por sacerdote | Diáconos permanentes | Varones    | Mujeres    | Parroquias |
| ------------------------------------------------------------------------------- | -------------------- | --------- | -------------- | ---------- | ------------- | ------------- | ------------------------ | -------------------- | ---------- | ---------- | ---------- |
| 1970                                                                            | 351 934              | 750 000   | 46.9           | 99         | 41            | 58            | 3554                     |                      | 65         | 141        | 14         |
| 1980                                                                            | 172 061              | 542 000   | 31.7           | 30         | 17            | 13            | 5735                     |                      | 17         | 75         | 32         |
| 1990                                                                            | 698 800              | 1 710 832 | 40.8           | 24         | 15            | 9             | 29 116                   |                      | 12         | 102        | 33         |
| 1999                                                                            | 1 305 000            | 2 900 000 | 45.0           | 42         | 23            | 19            | 31 071                   |                      | 23         | 139        | 33         |
| 2000                                                                            | 1 271 379            | 2 947 528 | 43.1           | 52         | 28            | 24            | 24 449                   |                      | 28         | 187        | 33         |
| 2002                                                                            | 1 350 000            | 2 941 183 | 45.9           | 68         | 40            | 28            | 19 852                   |                      | 36         | 193        | 34         |
| 2003                                                                            | 1 497 345            | 2 994 688 | 50.0           | 74         | 46            | 28            | 20 234                   |                      | 36         | 192        | 33         |
| 2004                                                                            | 1 521 804            | 3 039 608 | 50.1           | 72         | 47            | 25            | 21 136                   |                      | 28         | 206        | 33         |
| 2013                                                                            | 1 487 000            | 2 725 000 | 54.6           | 85         | 55            | 30            | 17 494                   |                      | 32         | 226        | 33         |
| 2016                                                                            | 1 330 000            | 2 418 000 | 55.0           | 89         | 62            | 27            | 14 943                   |                      | 29         | 226        | 39         |
| 2019                                                                            | 1 330 135            | 2 497 422 | 53.3           | 105        | 72            | 33            | 12 667                   |                      | 57         | 228        | 37         |
| 2021                                                                            | 1 414 530            | 2 655 860 | 53.3           | 121        | 86            | 35            | 11 690                   |                      | 59         | 247        | 49         |
| Fuente: Catholic-Hierarchy, que a su vez toma los datos del Anuario Pontificio. |                      |           |                |            |               |               |                          |                      |            |            |            |

## Episcopologio
- Altino Ribeiro de Santana † (27 de julio de 1955-19 de febrero de 1972 nombrado obispo de Beira)
- Eurico Dias Nogueira † (19 de febrero de 1972-3 de febrero de 1977 renunció)
- Alexandre do Nascimento † (3 de febrero de 1977-16 de febrero de 1986 nombrado arzobispo de Luanda)
- Manuel Franklin da Costa † (12 de septiembre de 1986-15 de enero de 1997 retirado)
- Zacarias Kamwenho (15 de enero de 1997 por sucesión-5 de septiembre de 2009 retirado)
- Gabriel Mbilingi, C.S.Sp., por sucesión el 5 de septiembre de 2009